# St. Franz von Paula (Unggenried)

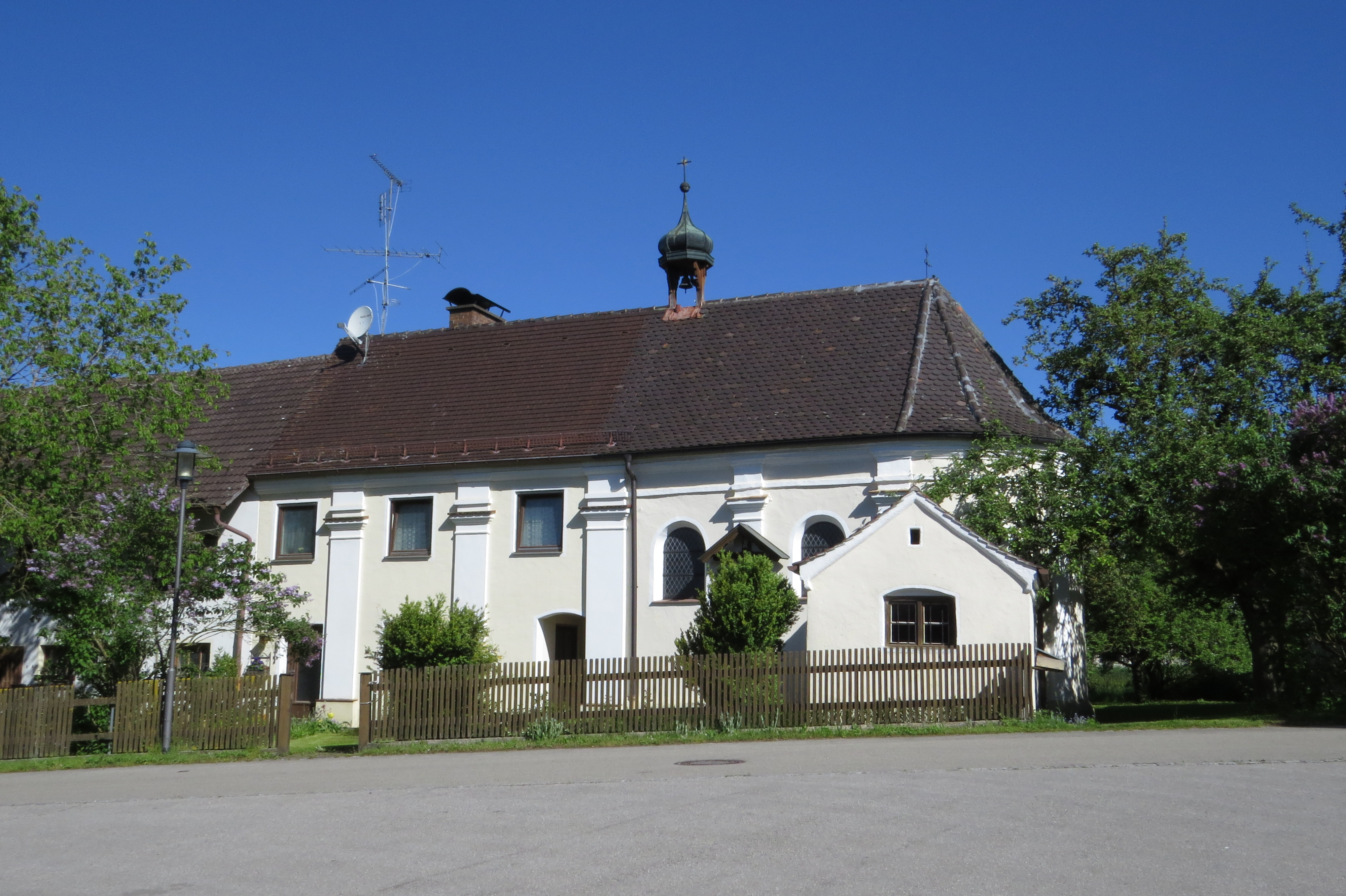
Kapelle St. Franz von Paula in Unggenried, Mindelheim

St. Franz von Paula ist eine römisch-katholische Kapelle im oberschwäbischen Unggenried, einem Stadtteil von Mindelheim. Sie ist dem heiligen Franz von Paula geweiht.

## Geschichte
Die in einem Schreiben des Ordinariats vom 9. Mai 1726 als neu bezeichnete Kapelle wird Simpert Kraemer zugeschrieben. In den 1760er und 1770er Jahren war die Wallfahrt zu der Kapelle besonders lebhaft. In der zweiten Hälfte des 18. Jahrhunderts lebten im angrenzenden Haus Eremiten. Einen neuen Dachstuhl erhielt die Kapelle von 1949 bis 1951, als eine größere Renovierung durchgeführt wurde.
Die mitten im Weiler gelegene Kapelle schließt östlich an das Haus Nr. 7 an. Sie ist ein halbrund geschlossener Raum zu zwei Achsen mit leicht gedrückter, gurtloser Stichkappentonne. Im Chorschluss befinden sich drei Kappen. Die Wand ist durch toskanische Pilaster, die in den Westecken halbiert und zu Seiten des Altars kurz unterhalb des Kapitells konsolenartig abgeschnitten sind, gegliedert. Die Fenster sind rundbogig geschlossen, in den Schrägachsen der Apsis befinden sich Querovalfenster, in der Westseite eine Rundbogenblende und eine Stichbogentür. Diese hat Beschläge und eine vergitterte Öffnung. An der Innenseite ist ein alter Opferstock angebracht. Die Fassade ist mit toskanischen Pilastern und einem verkröpften, umlaufenden Gebälk achsenweise gegliedert. Die dreiachsige Apsis, an die südlich die Sakristei angebaut ist, ist in drei Achsen geteilt. Die Sakristei ist ein langer, nach Süden gestreckter Raum mit einem querrechteckigen Fenster im Süden. Außen hat sie ein Profilgesims und trägt ein Satteldach.
Direkt im Westen schließt sich das ehemalige Eremitenhaus an die Kapelle an und ist gleich breit und hoch wie sie. Auf dem zweigeschossigen Haus setzt sich das Satteldach der Kapelle fort. Die Nord- und Südwand ist durch toskanische Pilaster mit Gebälkstücken in drei Achsen geteilt. Der Durchgang nach Süden in der östlichsten Achse ist mit einem Stichbogen versehen. Im Norden befindet sich eine Rechtecktür und in der Ostwand in der Mitte des Durchgangs der Zugang zur Kapelle. Der hölzerne Glockenstuhl mit blechgedeckter Zwiebelhaube am Westende des Kapellendachfirstes stammt aus der zweiten Hälfte des 19. Jahrhunderts.

## Ausstattung

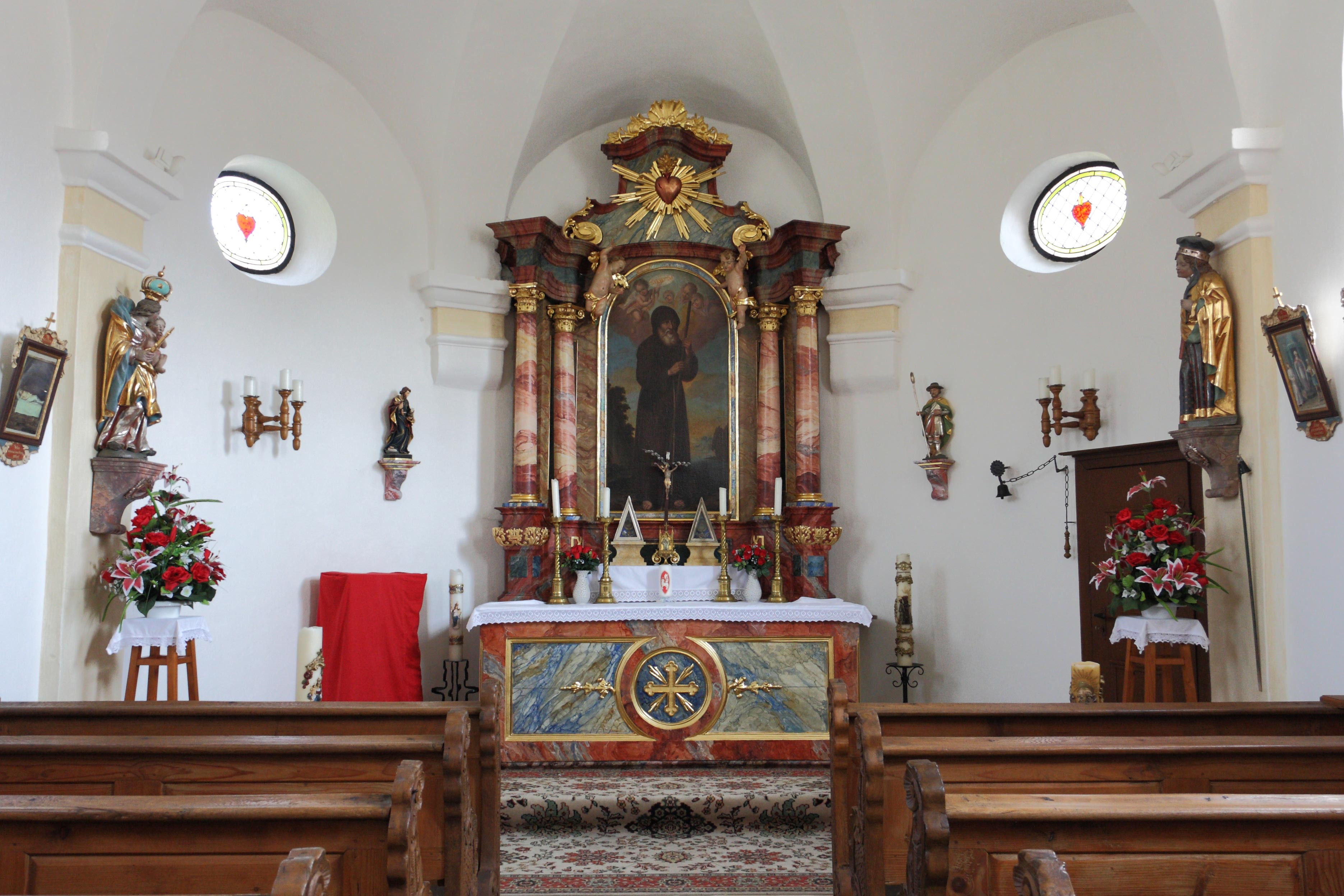
Unggenried StFranzvPaula Innen

Der Altar stammt aus der Zeit um 1726/1730 und ist aus rot, blaugrün und braun marmoriertem Holz mit Golddekor. Der Stipes ist kastenförmig. Das rundbogig geschlossene Altarbild zeigt den heiligen Franz von Paula. Zu beiden Seiten befinden sich vor übereckgestellten Pfeilern je zwei korinthische Säulen, von denen die äußeren höher sind. Verkröpfte und geschweifte Gebälkstücke schließen den Altar nach oben hin ab. Über dem Gemälde befinden sich zwei Putten. Der geschweifte Auszug trägt ein Herz Jesu. Das Gestühl stammt aus der Mitte des 18. Jahrhunderts. Die Schweifwangen sind mit Rocailleschnitzerei verziert und haben in der Mitte je ein geschupptes Feld.
Sämtliche Holzfiguren wurden neu gefasst. Der spätgotische heilige Vitus stammt vom Ende des 15. Jahrhunderts. Die Muttergottes, der heilige Cajetan und der heilige Nikolaus von Tolentino stammen aus dem mittleren 18. Jahrhundert. Die Statuette des heiligen Wendelin wurde in der Mitte des 18. Jahrhunderts gefertigt. Ein kleines Kruzifix stammt aus dem zweiten Viertel des 18. Jahrhunderts.
Mehrere, auf Holz gemalte Votivbilder mit dem heiligen Franz von Paula weisen auf die frühere Wallfahrt hin. Eines zeigt eine bettlägerige Frau und die Inschrift EX VOTO 1767. Das zweite mit einem knienden Ehepaar und einem Pferd stammt aus dem 18. Jahrhundert. Das nächste Bild zeigt eine kniende Frau mit einem Wickelkind. Im vierten Bild aus dem 18. Jahrhundert sind eine kniende Frau, zwei Kinder und eine Kirche dargestellt. Die nächste Votivtafel aus dem 18. Jahrhundert zeigt ein kniendes Ehepaar mit einem schwarzen Pferd. Auf einem weiteren Bild mit der Inschrift EX VOTO 1730 ist eine kniende Frau mit einem Wickelkind gemalt. Das nächste Bild, ebenfalls aus dem 18. Jahrhundert, zeigt einen Mann mit einem Pferd. Auf einem anderen, aus dem 18. oder 19. Jahrhundert stammenden Votivbild kniet eine Frau vor einem Krankenbett. EX VOTO 1796 lautet die Inschrift einer Tafel mit Franz von Paula und einem Gedicht. Eine Unglücksszene mit einem Wagen unter einem Franz von Paula zeigt die nächste Votivtafel aus dem 18. Jahrhundert. Auf der nächsten Tafel ist eine kniende Frau mit einem Kind zu sehen. Sie trägt die Inschrift EX VOTO 1761 und stammt aus dem 18. Jahrhundert. Auf der nächsten Votivtafel befindet sich ein kniendes Ehepaar mit einem Knaben und die Inschrift EX VOTO 1755. Joseph Anwander ex Voto 1771 lautet die Inschrift der nächsten Tafel. Sie zeigt einen stürzenden Mann vor einer brennenden Scheune. Die Darstellung eines am Boden liegenden Mannes, aus dem ein kleiner Drache ausfährt, trägt die Inschrift EX VOTO 1770. Die letzte Votivtafel zeigt den Kapellenpatron als Fürbitter vor Gott Vater. Darunter befindet sich eine Dankinschrift aus dem Jahre 1768.